# بيلي ماكليود
بيلي ماكليود (بالإنجليزية: Billy MacLeod) هو لاعب كرة قاعدة أمريكي، ولد في 13 مايو 1942 في غلوستر في الولايات المتحدة، وتوفي في 12 ديسمبر 2018.

## وصلات خارجية
- بيلي ماكليود على موقعبيزبول رفرنس.كوم (الدوري الرئيسي) (الإنجليزية)